# Enno Ludwig (Ostfriesland)

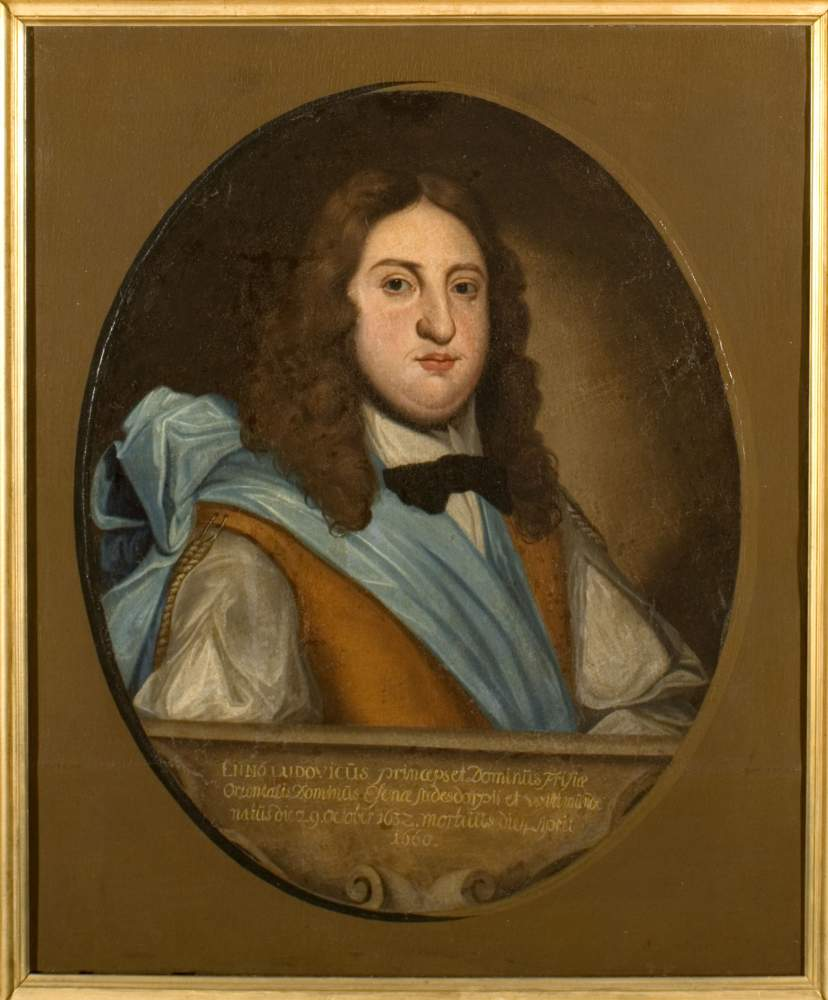
Enno Ludwig, Gemälde um 1750

Enno Ludwig (* 29. Oktober 1632 in Aurich; † 4. April 1660 in Aurich) aus dem Geschlecht der Cirksena war von 1651 bis 1660 Landesherr der Grafschaft Ostfriesland. Er war der erste Cirksena, der die Reichsfürstenwürde erhielt.
Enno Ludwig wuchs in den Niederlanden, Frankreich und der Schweiz auf und genoss dort eine teure Ausbildung. Am Hof Kaiser Ferdinands III. wurde er im Alter von 19 Jahren zum Reichshofrat ehrenhalber ernannt. Damit erkannte der Kaiser vorzeitig seine Volljährigkeit und Regierungsfähigkeit an. So konnte Enno Ludwig seine Mutter Juliane und deren Berater frühzeitig und überfallartig aus der Regierung drängen und war ab 1651 Graf von Ostfriesland.
Anschließend ließ er über den Günstling und angeblichen Geliebten seiner Mutter, den Geheimrat Johann von Marenholz, Gericht halten und ihn am 21. Juli 1651 in Wittmund durch das Schwert hinrichten. Marenholtz war der Ehemann von Elisabeth von Ungnad, der Mutter des Grafen Anton I. von Aldenburg, dem natürlichen Sohn des Grafen von Oldenburg, die Enno Ludwig mit Hilfe ihres einflussreichen Bruders David Graf Ungnad von Weißenwolff beim Kaiser verklagte und so wenigstens die durch den Prozess gegen sie und ihren Gatten eingezogenen Güter zurückerhielt.
Deutliche Mängel in der inneren Verwaltung und in der Finanzwirtschaft versuchte Enno Ludwig mit der Erlangung der Reichsfürstenwürde zu kaschieren. Dies gelang ihm 1654 mit Hilfe des ostfriesischen Gelehrten Hermann Conring zum Preis von 15000 Gulden, allerdings nur für seine Person und ohne Sitz auf der Fürstenbank im Reichstag. Den erblichen Fürstentitel errang erst sein Bruder Georg Christian im Jahre 1662. Ursprünglich mit Henriette Katharina von Oranien verlobt, heiratet Enno Ludwig am 7. November 1656 Justine Sophie von Barby. Aus dieser Ehe entstammen zwei Töchter, Juliane Louise und Sophie Wilhelmine.
Enno Ludwig verstarb am 4. April 1660 an den Folgen eines Jagdunfalls. Da aus dessen Ehe mit Sophie von Barby zwei Töchter entstammen, folgte ihm sein Bruder Georg Christian aufgrund der seinerzeit gültigen Thronfolgeregelung zunächst als Graf und ab 1662 auch Fürst von Ostfriesland nach.